# Bothus podas
Bothus podas es una especie de pez de la familia Bothidae en el orden de los Pleuronectiformes.

## Hábitat
Es un pez marino, vive en fondos arenosos y de grava, hasta los 200 metros de profundidad, donde se alimenta de pequeños invertebrados y peces de pequeña talla. Su presencia cerca de las playas indica un buen estado ambiental del ecosistema.

## Reproducción
Durante la temporada de reproducción, los machos se cortejan y se aparean sucesivamente con las hembras en sus territorios, y las hembras parecen mostrar fidelidad de apareamiento a su macho dominante. Los datos también muestran que el cortejo juega un papel importante en la determinación del éxito del macho en el apareamiento. Se reproduce de mayo a agosto. Los huevos y larvas son pelágicos.

## Descripción
- Pez de hasta 45 cm de longitud.
- Presentan dimorfismo sexual, así los machos suelen poseer sobre el maxilar un tubérculo espinoso por encima de la boca. Además, los machos se caracterizan por tener una o dos espinas delante de los ojos y ser mayores que las hembras.
- Tiene el cuerpo oval redondeado, aplanado lateralmente y asimétrico.
- Los ojos están sobre el lado izquierdo, bien separados, con el inferior próximo a la boca; los machos tienen los ojos más separados de las hembras y presentan una espina cerca del extremo.
- El color del lado superior depende del fondo sobre el que se encuentra el pez, ya que es variable, pero generalmente es gris, pardo oscuro, arenoso, con manchas y puntos más claros, con escamas rugosas, ctenoides; el lado inferior es claro, con escamas lisas, cicloides.
- La aleta dorsal con 85-95 radios blandos, anal con 63-73. Anchura interorbital más amplia en machos. Aleta pectoral con radios no prolongados. La subespecie tipo, presenta 75-86 escamas en la línea lateral, de las cuales 20-21 aparecen en la curva de la línea lateral.
- Las escamas son pequeñas, adherentes,  las del cantón cenital y cicloides las del cantón ciego.[2]

## Subespecies
- Bothus podas podas

## Distribución geográfica
Se encuentra en las  costas del  Atlántico Oriental (desde Mauritania hasta Angola, incluyendo Madeira, Cabo Verde y las Canarias). También en el Mediterráneo y el Adriático.

## Galería de imágenes

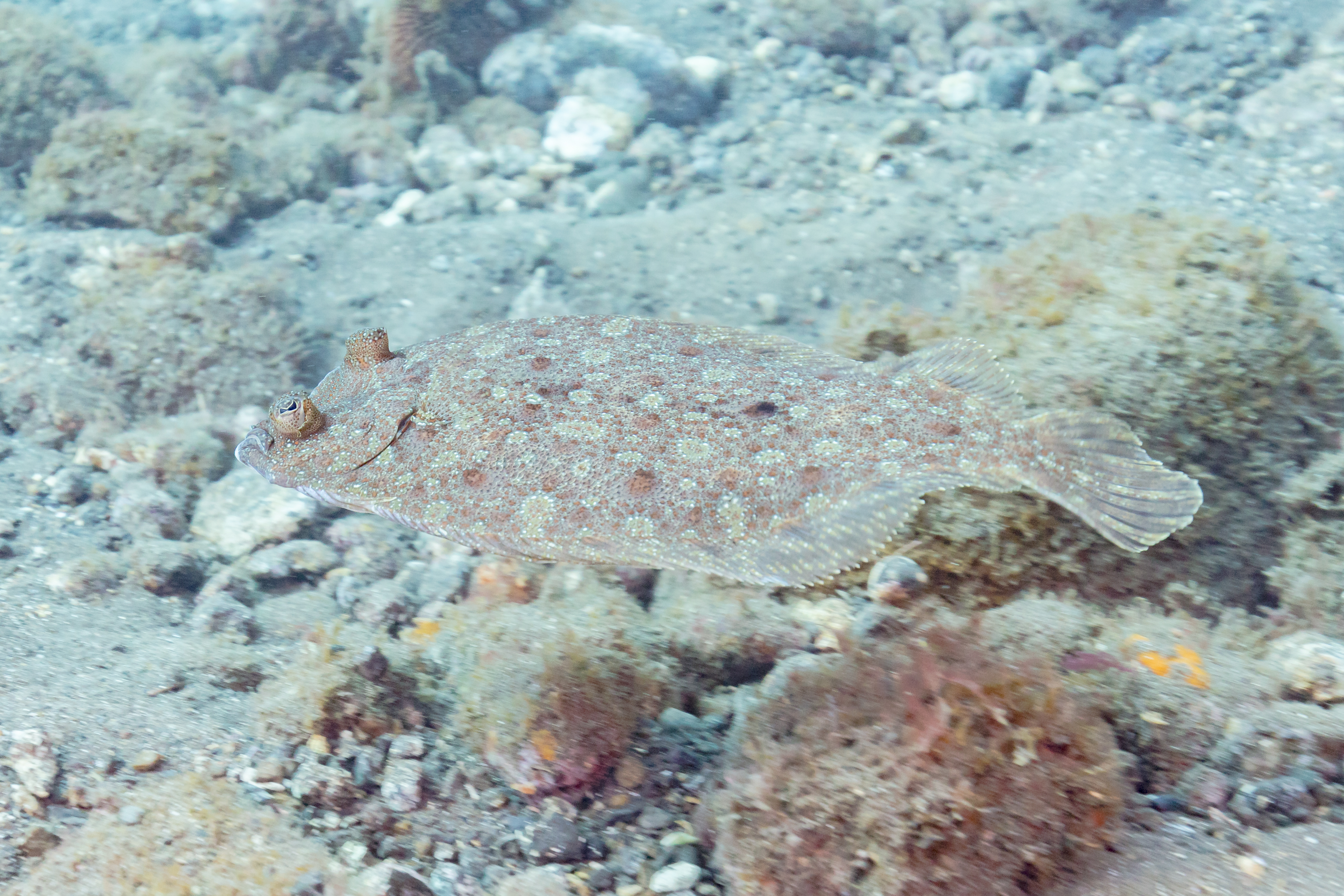
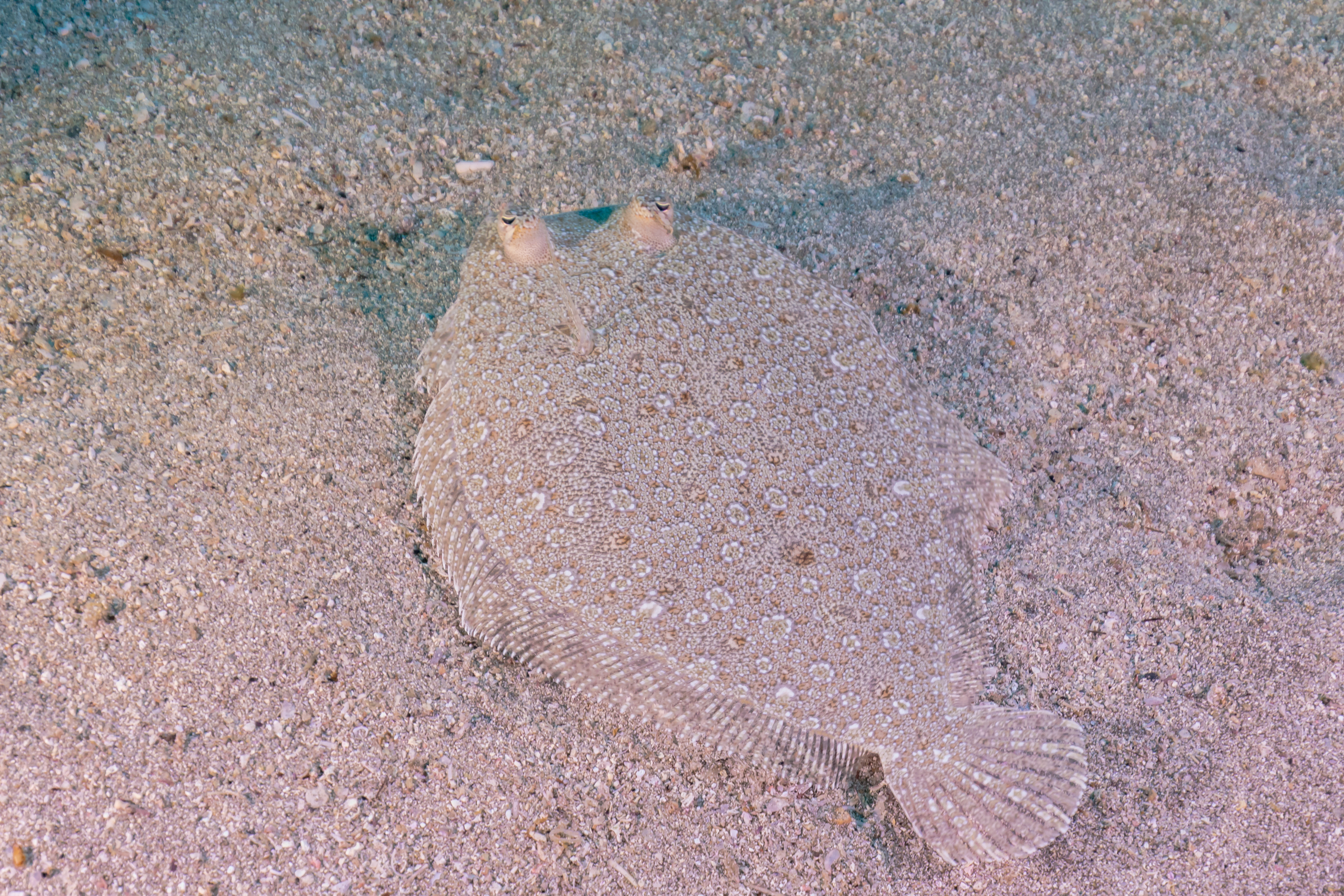
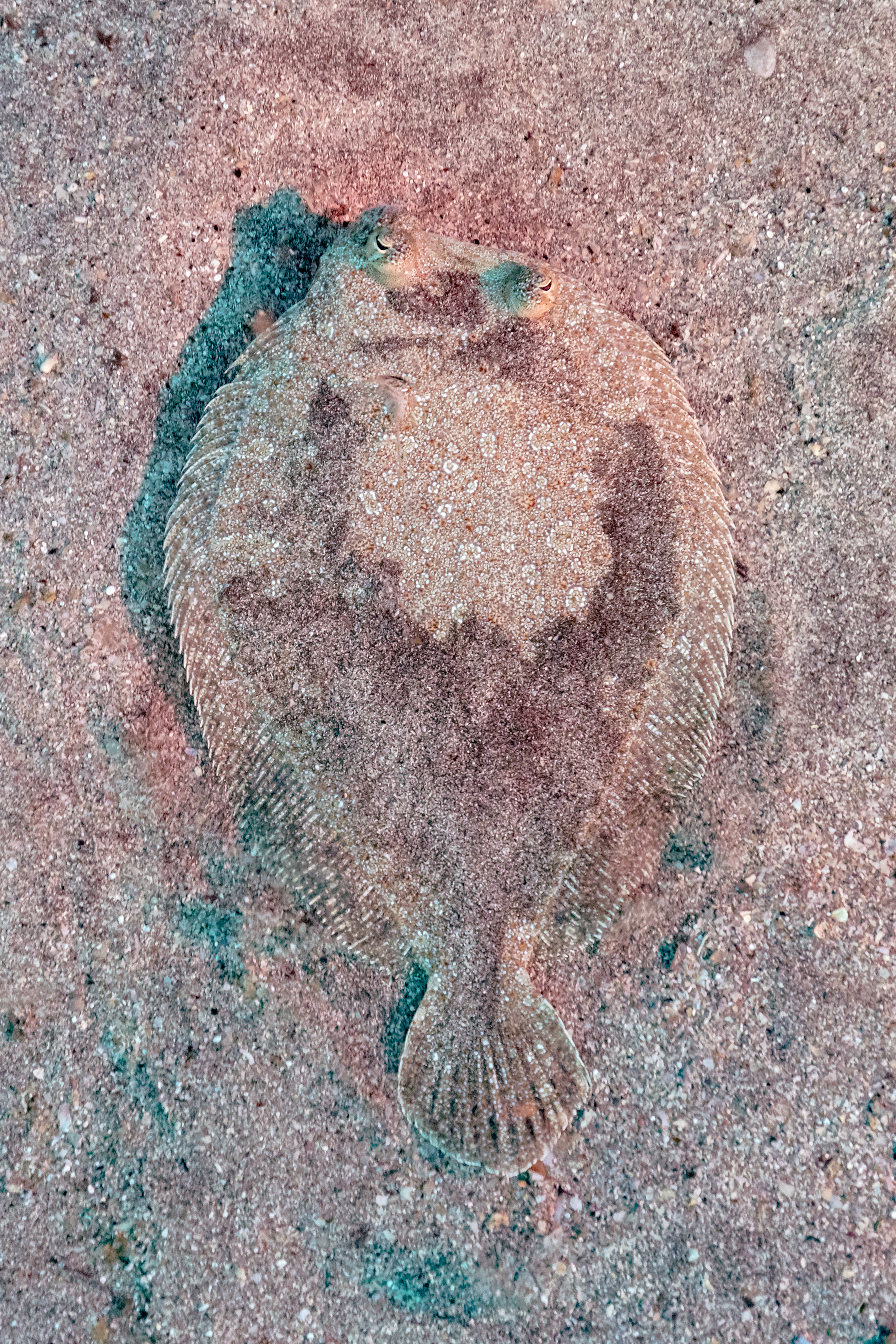
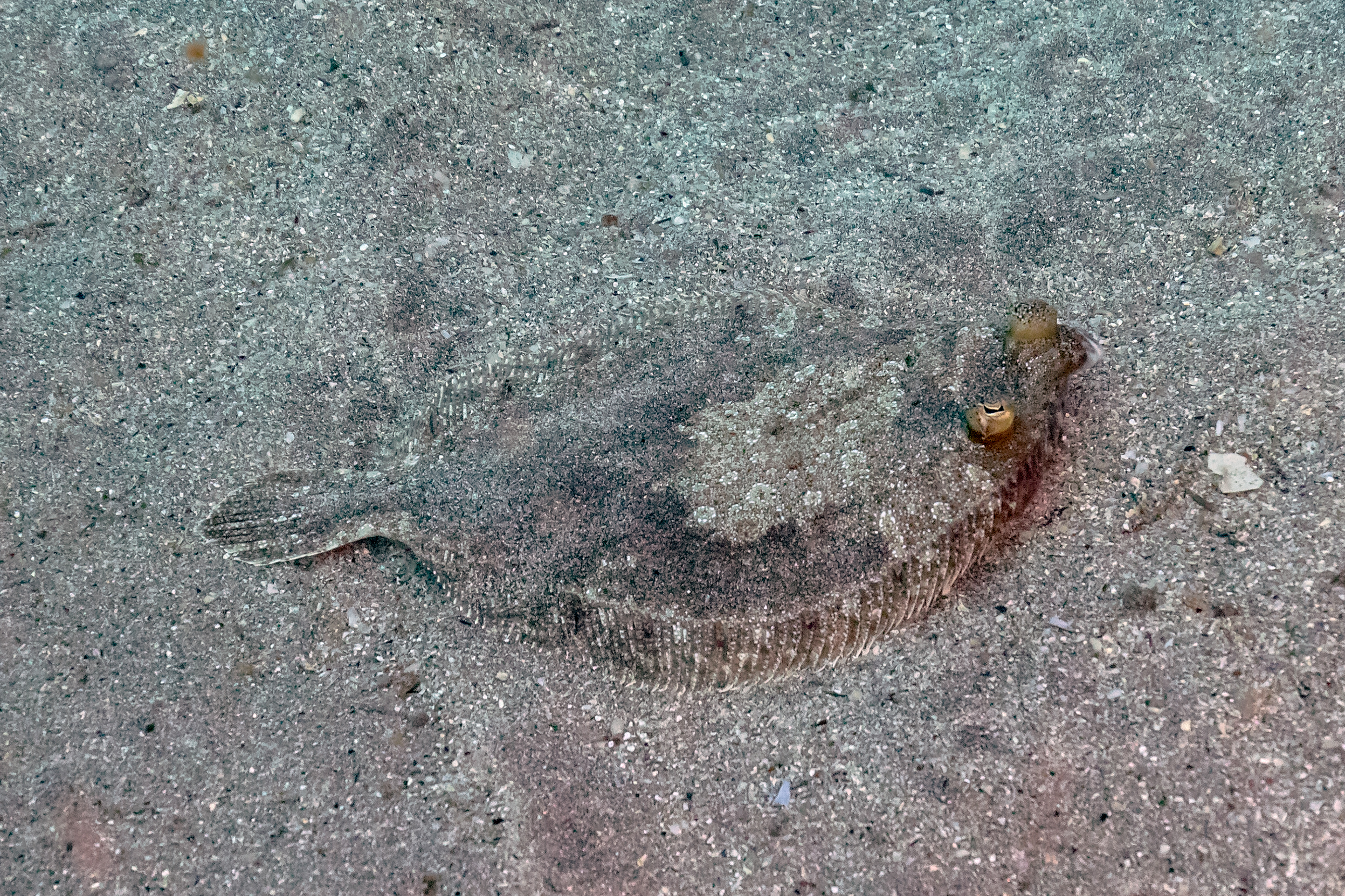
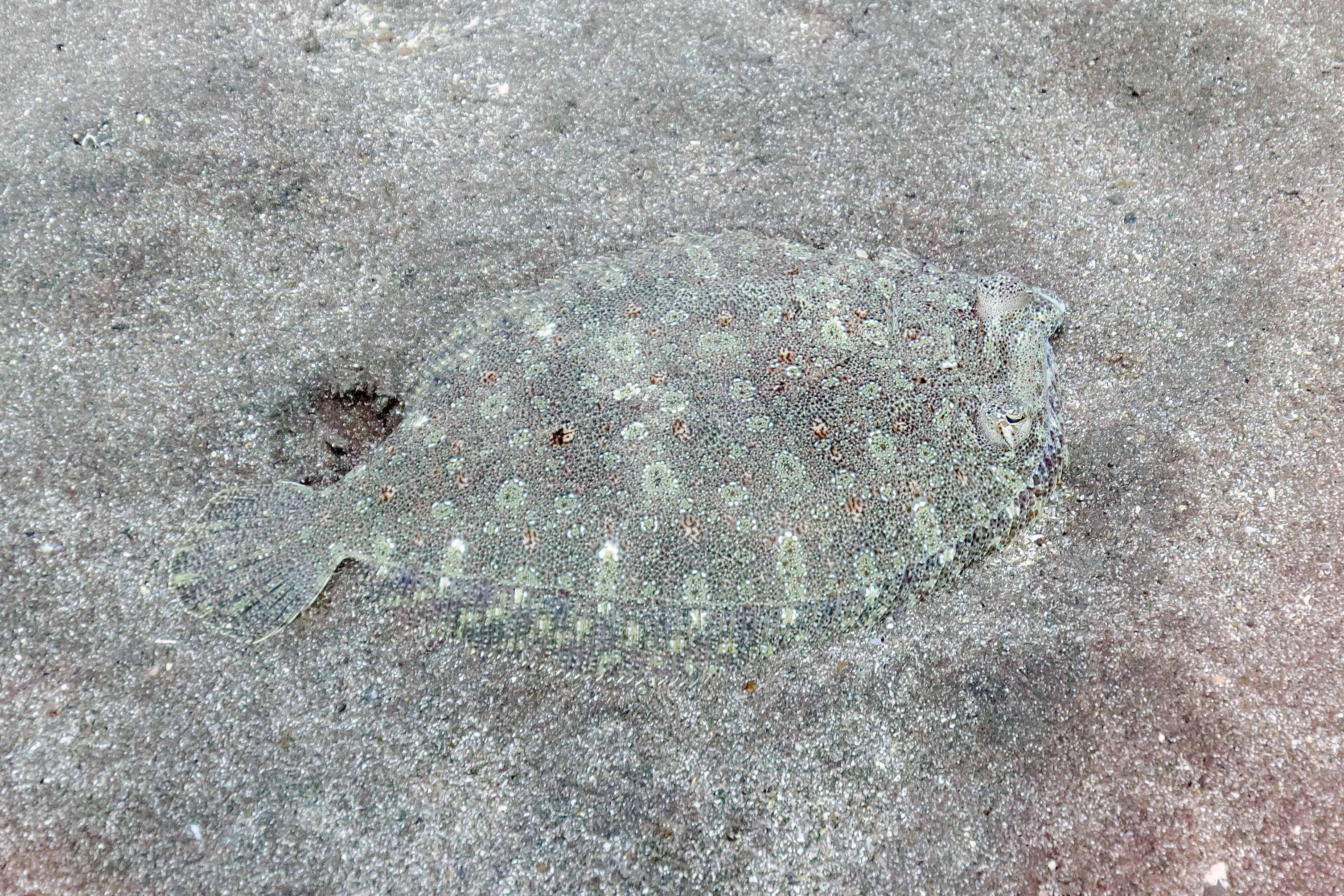